# Rœulx
Rœulx é uma comuna francesa na região administrativa de Altos da França, no departamento do Norte. Estende-se por uma área de 4.02 km². Em 2010 a comuna tinha 3 838 habitantes (densidade: 954,7 hab./km²).